# 關沃暖
關沃暖（英語：Kwan Yuk-Noan，1945年3月27日— )，廣東開平人，中華民國政治人物，中國國民黨籍，前立法委員。

## 背景
關沃暖在廣東開平出生，1949年隨家人移居香港，幼年及求學階段在香港度過，1962年初中畢業於鐘聲慈善社中學，後因原校沒有開辦高中而轉讀上環德明中學，中五畢業後先入讀仍位於堅道的天主教南華中學（1965年高中三，即中六年級），再以僑生資格升讀台灣國立成功大學，之後赴美進修，並留美營商，後來參與美國僑界事務，並加入中國國民黨，當選中華民國僑選立法委員，關一度考慮任滿後改循臺北縣第三選區參選第六屆立法委員，後來黨內有其他更強勁的競爭對手而未有成事。關是最後一個持有香港永久居民資格的中華民國立法委員。關沃暖還擔任過訊碟科技董事長。他位於新奧爾良的家受到2005年飓风卡特里娜的影響曾被水淹沒。
2010年8月，關沃暖因為在立法委員任期中涉嫌詐領助理薪資，遭到台北地檢署起訴求刑12年。

## 外部連結
立法院 （页面存档备份，存于）